# Mary Elizabeth Winstead
Mary Elizabeth Winstead (Rocky Mount, 28 november 1984) is een Amerikaans actrice en zangeres.

## Biografie
Winstead werd geboren in Rocky Mount en is de dochter van James Ronald Winstead en Betty Lou Knight. Ook heeft ze nog vier oudere broers en zussen en is ze een verre nicht van actrice Ava Gardner. Ze groeide op in North Carolina en Salt Lake City. Toen ze elf jaar oud was, begon ze balletlessen te nemen, gezien ze ballerina wilde worden. Niet veel later nam ze ook acteerlessen.
Winsteads carrière begon in de late jaren 90. Ze had gastrollen in televisieseries, zoals Touched by an Angel en Promised Land. Ze kreeg een vaste rol in de televisieserie Passions van 1999 tot en met 2000.
Haar doorbraak kwam pas als volwassen actrice, in 2005. Ze kreeg toen een rol in de Disneyfilm Sky High. In 2006 kreeg ze een hoofdrol in een van de grootste horrorfilms van 2006: Final Destination 3. Ze is onder andere te zien in Black Christmas en Bobby, Grindhouse, Die Hard 4.0 en 10 Cloverfield Lane.
Samen met Dan the Automator vormt ze sinds 2012 het muzikale duo Got a Girl.
In 2010 trouwde Winstead met de Amerikaanse filmmaker Riley Stearns, die ze op 18-jarige leeftijd ontmoette tijdens een oceaancruise. Ze speelde en produceerde Stearns' speelfilmdebuut, Faults in 2014. Ze kondigde hun scheiding aan in mei 2017 en ze scheidden dat jaar. In oktober 2017 werd gemeld dat ze een relatie had met de Schotse acteur Ewan McGregor, die ze had ontmoet op de set van Fargo. Hun zoon werd geboren op 27 juni 2021. Ze huwden in april 2022.